# 李军 (1959年)
李军（1959年8月—），男，陕西西安人，中华人民共和国政治人物、外交官。1984年11月，加入中国共产党。

## 生平
1982年，毕业于吉林大学日语专业，进入西北政法学院任教师。1983年，考入吉林大学研究生院日本文学专业，攻读硕士学位。1986年，进入中共中央对外联络部二局工作。1989年，赴日本东京大学进修。1990年，回到中联部二局任职。1995年，外派驻日本大使馆任一等秘书。1998年，回到中联部二局任综合处处长。1999年，挂职中共陕西省彬县县委副书记。2000年，任中联部二局副局长，后升任局长。2008年，任中联部研究室主任。2011年，外派驻欧盟使团公使。2012年2月，出任中华人民共和国驻孟加拉国大使。2014年，任中联部部长助理，兼二局局长。2016年12月，升任中联部副部长。2020年7月，离任副部长一职。